# Ndiam Tcholli
Ndiam Tcholli est une localité du Cameroun située dans l'arrondissement de Meri, le département du Diamaré et la région de l’Extrême-Nord. Elle fait partie du canton de Godola.

## Population
En 1974, on distinguait deux villages : Ndiam Tcholli Foulbe qui comptait 125 habitants, des Peuls, et Ndiam Tcholli Guiziga qui en comptait 96, des Guiziga.
Lors du recensement de 2005, on a dénombré 426 personnes à Ndiam Tcholli (ensemble).